# Madách Színház (1940-1944)

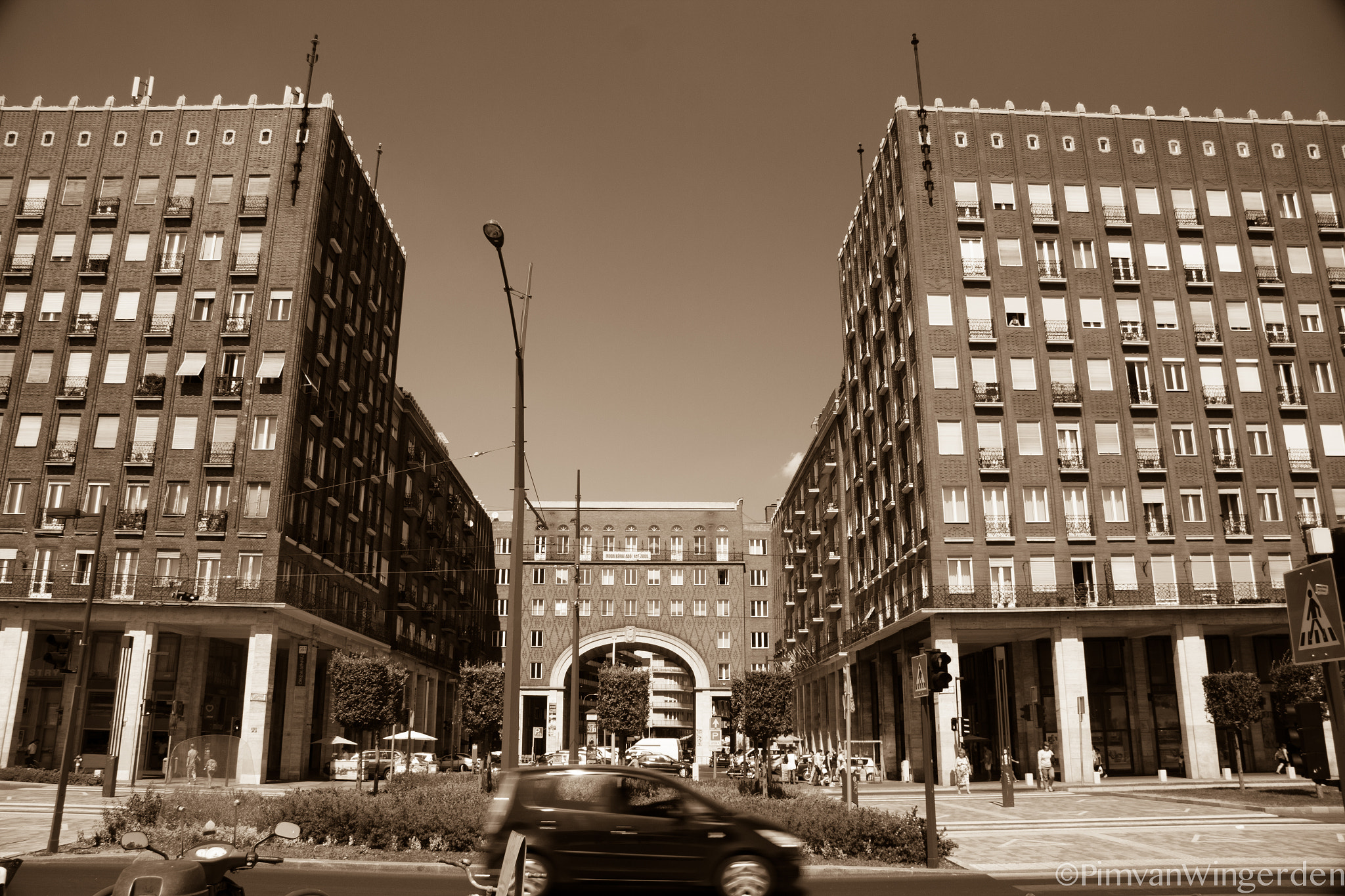
Madách Imre tér, Budapest

A Madách Színház (eleinte néha: Új Színház) budapesti irodalmi, kamaraszínház volt 1940 és 1944 között. Fő célja szerint kortárs magyar szerzők és klasszikusok politikailag aktualizált darabjait tűzte műsorra, ritka kivételként az akkoriban már főképp csak operetteket játszó fővárosi színházak sorában. Bár arisztokraták alapították és működtették, de hamarosan baloldali érzelmű, ellenzéki színháznak számított a közönség és a hatóságok körében is. A német befolyás erősödésével helyzete egyre nehezült. A német megszállást követően betiltották, majd új társulattal náciszellemiségűvé alakították. A második világháború után újraalapították, de már mások másféle koncepcióval.

## Története

### Alapítás
Özvegy gróf Károlyi Józsefné szociálisan érzékeny, legitimista, németellenes társadalmi aktivista volt a két világháború közötti időben. 1926-tól vezette a Magyar Nők Szentkorona Szövetségének székesfehérvári szervezetét, 1939-ben a Magyar–Lengyel Menekültügyi Bizottság elnöke lett, internáltakat, angolszász hadifoglyokat, zsidó származásúakat támogatott. Bújtatta a fegyveres ellenállás szereplőit is, így Zilahy Lajos írót és Szent-György Albertet.
Károlyiné 1940. szeptember 20-án alapította meg Új Színház Kft. nevű cégét 10 000 pengő tőkével, melynek ügyvezetője is lett, az első évben Földessy Gézával együtt, később egyedül. A cég bejegyzett székhelye a Nagymező utca 11. szám volt, de a tényleges ügyintézés inkább a Madách tér 6. szám alatt és a Szentkirályi utcai Károlyi-palotájában folyhatott. A szakmai irányítást kezdetben Földessyre és intendánsként Zilahy Lajosra bízta. Részt vett benne húszéves fia, a rendezés és dramaturgia iránt érdeklődő gróf Károlyi István is, aki apai öröksége révén ugyancsak tulajdonos és az egész vállalkozás kezdeményezője, motorja lehetett. Károlyi polgári körből választott feleséget, 1945-ben házasodott meg Pólya Máriával. „Gogó” a néhai Pólya Tibor festőművész lánya volt, díszlettervezőként, színházi hírlapíróként dolgozott.

### Építkezés
Károlyiné eredetileg azt tervezte, hogy Új Színház néven a Nagymező utca 11. szám alatt nyit színházat a Clarisse-kávéház helyén (Clarisse volt a neve Károlyi Sándor feleségének, Kornis Clarisse-nek, az egybeesés véletlen is lehet). A bérház szuterénjét eredetileg színháznak szánták, de nem tudták kihasználni. Az átépítésre 60 000 koronát szántak, meg is kezdték az építési munkát, tűzrendészeti okból azonban végül nem kaptak engedélyt színháznyitásra. Napjainkban a Radnóti Miklós Színház működik a kávéház helyén.
Az 1930-as évek végén  a Fővárosi Közmunkák Tanácsa beépíttette a Madách tér még üresen álló telkét nyugdíjintézete számára. A telekre a magántőke nem tartott igényt a gazdaságilag előnytelen, szigorú építésügyi előírások miatt. Az épület udvarába Gerlóczy Gedeon mozit tervezett, a kivitelezést Fülöp Dezső és Kapuvári Gusztáv végezte. Már folyt az építkezés, amikor kiderült, hogy a leendő bérlő mégsem kap moziümeltetési engedélyt, és az építkezés ellehetetlenült. Ekkor jelentkezett Károlyiné, hogy itt nyitná meg a színházát. Az épületet ennek megfelelően építkezés közben áttervezte Gerlóczy. Miután felépült a színház, az építészszakma részéről kifogásolták, hogy Magyarországon uzsorás gazdálkodás folyik, az építtetők minél nagyobb beépítettségre törekszenek, a tervezőket pedig súlyos kompromisszumokra kényszerítik erőfölényükkel. Az elkészült 600 személyes színházépületet ettől függetlenül dicsérték.
Az épületben napjainkban az Örkény István Színház működik, korábban a Madách Kamara.

### Színházművészet

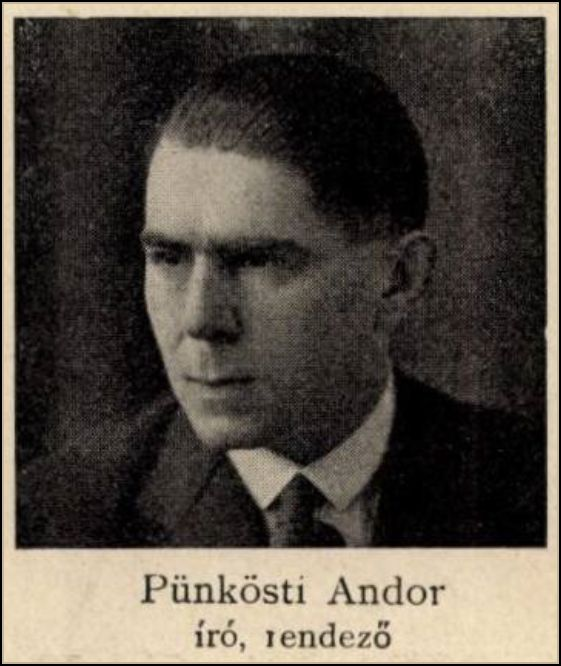
Pünkösti Andor, Tükör, 1936

A színház első előadása 1940. november 29-én Móricz Zsigmond Kismadár című drámája volt Dajka Margittal a címszerepben.
1941-ben, mivel Földessy vállalkozása nem bizonyult sikeresnek, Pünkösti Andor ismert kritikus, író és rendező kapott koncessziót, aki antifasiszta tendenciájú, friss szellemű színházat teremtett. Pünkösti maga állította színpadra Luigi Pirandello IV. Henrik című drámáját, melynek bemutatója 1941. szeptember 19-én volt Várkonyi Zoltán főszereplésével. (Várkonyi IV. Henrikje, Hamletje és a Képzelt betegbeli alakítása máig ható színházi legenda.)
A színház dramaturgja a későbbi neves színháztörténész, Staud Géza lett, aki egészen 1944-ig részt vett a műsorpolitika kialakításában. Staud javaslatára indult meg a tizenöt kötetből álló Madách Könyvtár című sorozat, mellyel elméletileg is megalapozták a színház programját.
Földessy igazgatásakor a törzstársulat létszámát a Színház- és Filmművészeti Kamara tizenhat személyben állapította meg (általában a színházak ötven ülőhely után szerződtethettek egy színészt). A későbbiekben ez a létszám egyre bővült. Az állandó együttes megszervezése Pünkösti nevéhez fűződik. Greguss Zoltánt a Vígszínházból, Tapolczai Gyulát és Várkonyi Zoltánt 1941-ben a Nemzeti Színházból szerződtette. A jellemszerepeket Danis Jenő, Mihályi Ernő, Puskás Tibor, Szakáts Zoltán, Toronyi L. Imre játszották. A fiatalokat Bozóky István, Soós Lajos, Bakács (Bikich) Gábor, Kéry Gyula és Mádi Szabó Gábor képviselte. A színházban egy-egy alkalommal olyan sztárok is felléptek, mint Szeleczky Zita, Sulyok Mária, Turay Ida, a vezető női szerepet általában Sennyei Vera kapta. A fiatalok közül Szende Mária, Ilosvay Katalin, Deésy Mária, Feleky Sári, Gajzágó Denise, Fáykiss Dóra, Serényi Éva, Szemere Vera, Nagy Emmi jutott kisebb-nagyobb feladathoz.
A bemutatott darabok közül kilencet Pünkösti rendezett, ő határozta meg a színház arculatát. Mellette Károlyi István, Danis Jenő és Munkácsy Irén is színre vitt egy-egy produkciót. A díszlet- és jelmeztervezésre általában Jaschik Álmost és Jaschik Álmosnét hívták meg, de többször dolgozott a színházban Bercsényi Tibor, Neogrády Miklós és Fülöp Zoltán díszlettervező, valamint Nagyajtay Teréz, Márk Tivadar és Rökk Edit jelmeztervező.
A színház a bemutatott műveket folyamatosan, en suite rendszerben játszotta esténként, a hétvégén öt előadást is tartott. Mivel 1940-ben szerződést kötött a Nemzeti Színházzal, így színpadán egy hónapon át ennek társulata játszott. 1942-ben a Magyarországhoz vissza került Kassai Nemzeti Színházzal szerződött, és elfordult, hogy a kassai közönség előbb láthatta egy-egy bemutatóját, mint a pesti.
A fiatal művészek továbbképzésére stúdiót indítottak, ahol a beszédkészséget, a testmozgást és a mimikát fejlesztették.
A színház irodalmi célt tűzött maga elé, igyekezett megszüntetni a színház és irodalom közt tátongó szakadékot. Műsorán klasszikus darabok, kortárs világirodalmi művek és kortárs magyar drámák szerepeltek. Vezetőinek a műsorpolitikában, a darabok kiválasztásában szem előtt kellett tartaniuk, hogy a kevesebb nézőt befogadó kamaraszínházban az intim játék, a lélektani hatások, a közvetlenebb kapcsolat jobban érvényesül. A nagyon kis színpad a rendezőt minden esetben komoly próba elé állította.
1944. áprilisában, a német megszállás után a belügyminiszter betiltotta a színházat, majd a propaganda minisztérium irányításával átszervezték. Károlyiék szerepe ugyan a színház életében megszűnt, de bujtatták az üldözés elől Várkonyi Zoltánt. 1945-ben felszámolták az Új Színház Kft.-t, 1947-ben pedig emigráltak.

## Bemutatók
(r=rendező, f=fordító, d=díszlet, j=jelmez, z=zenei szerkesztő, sz=szereplő)
1940-41
- Móricz Zsigmond: Kismadár (színmű, r: Pünkösti A., sz: Dajka M., Görbe János, Solthy György)
- Bókay János: Négy asszonyt szeretek[m 1] (színmű, r: Both Béla, d: Jaschik Álmosné, j: Nagyajtay T., sz: Bajor Gizi, Csortos Gyula, Pethes Sándor, Uray Tivadar)
- Curt von Lessen: Bécsi gyémántok[m 2] (zenés vígjáték, r:  Földessy G., f:  Károlyi I., z: Alexander Steinbrecher, sz: Csikós Rózsi, Lázár Mária)

1941-42
- Pirandello: IV. Henrik (tragédia, r: Pünkösti A., f: Vidmár Antal, d: Fülöp Z., j: Márk T., sz: Sulyok M., Greguss Z., Várkonyi Z.)
- Felkai Ferenc: Néró (színmű, r: Pünkösti A., sz: Tapolczai Gy.)
- Robert Ardrey: Jelzőtűz (színmű, r:  Károlyi I., f:  Baky Marica, sz: Bozóky I., Danis J., Sennyei Vera, Tapolczai Gy., Várkonyi Z.)

1942-43
- Molière: Képzelt beteg
- Molière: Versailles-i rögtönzés
- Ibsen: Rosmersholm (színmű, r: Károlyi I., f: Pünkösti A., sz: Mezey M., Várkonyi Z.)
- Jean de Letraz: Túlvilági feleség
- Darvas József: Szakadék
- Felkai Ferenc: Potemkin (történelmi színmű, r: Pünkösti A.)

1943-44
- Shakespeare: Hamlet (r:  Pünkösti A., f: Arany János, sz: Tapolczai Gy., Várkonyi Z.)
- Manfred Rössner: Első Anna és Harmadik Károly[m 6] (sz: Szeleczy Z., Várkonyi Z.)
- Betnár Béla: Homokpad (vígjáték, r: Munkácsy Irén, sz: Várkonyi Z., Tapolczai Gy., Toronyi L. Imre, Szakáts Z.)

## Madách Könyvtár
A színház szellemiségével összefüggésben az Új Színház Kft. könyvsorozatot jelentetett meg. A köteteket Pünkösti Andor, Károlyi István, Staud Dezső és Egger Mária szerkesztették, illetve látták el bevezetővel és jegyzetekkel. Az egyes kötetek drámákkal, regényekkel, szerzőkkel voltak kapcsolatosak. Ők adták ki először Madách teljes levelezését. A legjelentősebb kötetnek a Shakespeare-rel foglalkozó, 360 oldalas könyvet tartják a sorozatból.
A sorozat darabjai:
1. Pirandello: IV. Henrik (1941)

2. Sztanyiszlavszkij: Életem (1941)

3. Strindberg: A bűnbak (1941)

4. Felkai Ferenc: Néró (1942)

5. Ifj. Horváth István: Örök színház (1942)

6. Robert Ardrey: Jelzőtűz (1942)

7–8. Madách Imre összes levelei I—II.

9. Larbaud: Fermina Marquez (1942)

10. Túri Turgonyi András: Átok (1942)

11. Gr. Károlyi István: Ibsen Rosmersholmja (1943)

12. Jouvet: Egy komédiás feljegyzései (1943)

13. Shakespeare: Hamlet (1943)

14. Semjén Gyula: Paul Claudel (1944)

15. Déryné levelei, Bayer József: Déryné Zsuzsanna (1944)
Károlyi István a 6. könyv előszavában, Ardrey szavaival írta le:
égzengések és földindulások idején nyújt-e oltalmat az elefántcsonttorony, megóvja-e az egyén lelki békéjét a magány és a visszavonulás? (...) Dolgoznunk kell és küzdenünk, mert ha saját korunk nem is ért meg, az utókor élvezi munkánk gyümölcsét: az emberiség nagy útjának egy lépését mi tettük meg. Tőlünk függ, hogy a szebb és jobb világ hamarabb virradjon fel.

## Érdekesség
- Károlyi Józsefné támogatást nyújtott munkaszolgálatosoknak. Színháza ma Örkény István író, egykori munkaszolgálatos nevét viseli.

## Emlékezete
- A mai Madách Színházban tábla őrzi Pünkösti Andor emlékét.

## Forrás
- Magyar Színháztörténet 1920–1949
- Színházi adattár. Országos Színháztörténeti Múzeum és Intézet. (Hozzáférés: 2025. július 10.)